# Motorola FONE F3
El Motorola FONO F3 (frecuentemente conocido como MOTOFONE) es un teléfono móvil de estilo candybar de Motorola, basado en la plataforma de diseño SCPL. El Motofone está disponible en dos formatos de teléfono, el F3, que es un teléfono GSM y fue lanzado el 28 de noviembre de 2006, y el CDMA F3c, disponible desde el cuarto trimestre de 2006.
A diferencia de la mayoría de los teléfonos, el MOTOFONE F3 está diseñado para atraer a la gama baja del mercado y a los países en desarrollo, lo que lo hace menos funcional, pero también menos costoso que la mayoría de los teléfonos. Motorola apuntó a los mercados en desarrollo mediante el uso de símbolos sencillos y solo utilizando texto para identificar tareas en el menú, ayudando a los que no pueden leer.
Aunque Motorola ha comercializado el MOTOFONE como el teléfono para todo el mundo, la empresa se ha negado hasta el momento a ofrecerlo en los Estados Unidos y los mercados canadienses, a pesar de anunciar el producto en ese país en julio de 2006.

## Ventajas y desventajas
- Ventajas:
  - A pesar de que suele pasar desapercibida, esta terminal puede activar la opción de audiomenú, lo que le permite a personas invidentes acceder a funciones normales del móvil sin intrincadas maniobras, como el llamar, o acceder a su lista de contactos.
  - La batería dura mucho gracias al bajo consumo de la pantalla. La batería original dura más de 6 años.
  - Resistente a golpes, puede caerse a una altura hasta de dos metros sin deteriorarse.

- Desventajas:
  - Pantalla monocroma y poco amigable.
  - No tiene juegos a diferencia de otros celulares, por ser un celular económico.
  - La lista de contactos es limitada.
  - No guarda mensajes enviados

Era muy difícil de manejar

## Críticas de sus usuarios
Es un teléfono móvil diseñado específicamente para países en vías de desarrollo; lo cual hace que personas "conocedoras" anuncien que no tiene ninguna función agregada, pensada para dar fácil acceso a personas con problemas de visión. La pantalla es como la de los lectores de E-books por lo tanto se ve con claridad aunque le dé el sol de frente.
- Datos: Q3498529
- Multimedia: Motorola FONE F3 / Q3498529